# Rhino Records
Rhino Records oder Rhino Entertainment (Name der Gesellschaft) ist ein US-amerikanisches Musiklabel, das sich auf Wiederveröffentlichungen spezialisiert hat. Anfänglich profilierte es sich über Retrospektiven bekannter Komödianten wie Richard Pryor, Stan Freberg, Tom Lehrer und Spike Jones.
In den letzten Jahren orientiert sich Rhino jedoch mehr an einem breit gefächerten Unterhaltungsprogramm auf Homevideo bzw. DVD, Wiederveröffentlichungen von Fernsehserien wie The Lone Ranger und Der Onkel vom Mars (My Favorite Martian) sowie CD-Veröffentlichungen ausgewählter Künstler und Filmsoundtracks.

## Geschichte
Rhino wurde 1973 von Richard Foos als ein Plattenladen – der heute noch existiert – am Westwood Boulevard in Los Angeles eröffnet. Vier Jahre später gründete Foos das Label gleichen Namens. Nach anfänglichen Schwierigkeiten mit dem Vertrieb unterschrieb das Label 1986 einen sechsjährigen Vertriebsvertrag mit Capitol Records. 1989 erwarb Rhino gemeinsam mit EMI Roulette Records und erhielt dabei die Lizenzrechte für die USA. Als der Vertriebsvertrag mit Capitol 1992 auslief, unterschrieb Rhino einen neuen mit WEA Records. Im Gegenzug kaufte Time Warner einen 50-%-Anteil der Plattenfirma, 1998 die andere Hälfte, so dass ihr Rhino zu 100 % gehört. 1999 entwickelten sie „Rhino Handmade“ mit nur im Internet käuflichen Wiederveröffentlichungen in limitierten Auflagen.
Durch diese Verschmelzung war das Label in der Lage, Zusammenstellungen mit Warner-Künstlern wie The Doobie Brothers, The Doors, Emerson, Lake and Palmer, Prince und Yes zu veröffentlichen, ebenso Filmsoundtracks von Warner-Brothers-, MGM- (bis 1986) und RKO-Filmen, deren Rechte ebenfalls bei Time Warner liegen. Dazu gehören unter anderem Vom Winde verweht, Der Zauberer von Oz, Easter Parade, Der unsichtbare Dritte, Casablanca, King Kong, Doktor Schiwago und Superman.
Rhino hat in den späten 1980er Jahren auch die Rechte an den Monkees von Columbia Pictures erworben.
2004 wurde Rhino zu einem Bestandteil der neu aufgebauten Warner Music Group, als die Teile von Time Warner nach der Abspaltung von AOL (2003) an eine Investorengruppe um Edgar Bronfman jun. verkauft wurde.